# María del Rosario Cristina Saborio
María del Rosario Cristina Saborio y García Granados (24 tháng 7 năm 1833 - 12 tháng 10 năm 1901) là một phụ nữ Guatemala. Bà là vợ của Tổng thống Miguel García Granados, Đệ nhất phu nhân Guatemala trong thời kỳ chính phủ của ông. Bà là con gái của Jose Ramón Saborio y Durán và María Josefa García Granados y Zavala. Bà mất năm 1901. B àcó chín người con với cựu Tổng thống.